# Departamento de Lima
El departamento de Lima es uno de los veinticuatro departamentos que, junto con la provincia constitucional del Callao, conforman la República del Perú. Está ubicado en la costa central del país, y es estrictamente una división política, pues su administración está dividida en dos circunscripciones de nivel regional: la Municipalidad Metropolitana de Lima, que administra la provincia de Lima, y el Gobierno Regional de Lima, que administra las nueve provincias restantes y tiene como sede la ciudad de Huacho.
Limita por el Norte con el departamento de Áncash, por el noreste con el departamento de Huánuco y el departamento de Pasco, por el este con el departamento de Junín, por el sureste con el departamento de Huancavelica, por el sur con el departamento de Ica y por el oeste con la provincia constitucional del Callao y el océano Pacífico. Es el departamento más poblado del país. El departamento se creó el 4 de noviembre de 1823. Actualmente, en el departamento de Lima viven dos pueblos indígenas u originarios: los pueblos quechua y jaqaru, distribuidos en once comunidades campesinas.

## Historia
En la costa norte de la región surgió la primera civilización conocida de América, Caral, hacia el IV milenio a. C., con algunas características que mantuvieron las posteriores culturas del Antiguo Perú: el uso del quipu, el comercio regional y la arquitectura religiosa monumental.  En esta región estaría también situado el origen de las familias lingüísticas aimara y quechua. Fue uno de los primeros territorios libres de la Corona española en la independencia.
En el departamento de Lima se asentaron diferentes civilizaciones durante la época preínca, tales como la Cultura Lima que duró entre los años entre los años 100 y los 650 de la era cristiana, durante el período Intermedio Temprano e inicios del Horizonte Medio. Es coetánea con las culturas Moche, Nasca, Recuay y Huarpa. Se conoce a la cultura lima por su colorida y escultórica cerámica con representaciones de seres serpentiformes entrelazados y peces. También por sus edificios hechos con pequeños adobes hechos a mano y así como su fina y policroma cerámica decorada con motivos geométricos. Esta cultura lima se desarrolló fundamentalmente en los valles de los ríos Chillón, Rímac y Lurín, situados en la costa central del Perú. Estos tres valles (incluyendo el valle seco de Ancón) tienen caracteres comunes que les confieren unidad geográfica y la Cultura Yschma que duró entre los años 1100 d. C. hasta alrededor de 1469, cuando fueron absorbidos por el Imperio Inca. El Reino ichma estaba ubicado al sur de Lima, Perú, en el valle del río Lurín; luego se extendió hacia el norte en el valle del río Rímac. 
A pesar de ocupar un desierto, los habitantes de Yschma tenían un alto nivel de vida, gracias a su experiencia en idear múltiples canales de riego hasta donde alcanzaban las aguas del río, para dar vida a un extenso huerto y bosques. En la actualidad, se pueden apreciar un gran número de vestigios arqueológicos (geoglifos, centros poblados, pirámides) a lo largo y ancho de su geografía y entre ellas se encuentran los sitios arqueológicos de Caral y Bandurria que, de acuerdo a investigaciones recientes, son considerados los centros poblados más antiguos de toda América.
Para la época inca todo el territorio del departamento de Lima fue incluido en la provincia o wamani de Pachacámac. Esta provincia inca estuvo dividida entre tres a cuatro hunus (Maranga, Carabayllo, Sulco y Pachacámac-Ychsma), cuales estuvieron divididos en distintos curacazgos cada uno. Los yschma controlaban los valles costeros de los ríos Rimac y Lurín en la actual Lima, desde la desembocadura del mar de los ríos hasta el valle medio o "Chaupi Yunga" (altitud media de Yunga, entre 500 y 1200 metros de altura),El territorio Isma llegaba hasta el santuario de Mama ubicado en Rimac (actual Ricardo Palma) y los sitios de Chontay y Sisicaya en Lurín a 1000 metros sobre el nivel del mar, los yschma se dividieron en dos divisiones administrativas de la mitad o saya, estas eran Anan (superior) Yschma saya y Lurin (inferior) Yschma saya. En la costa, a diferencia del altiplano andino, la fracción más importante a menudo era la de Lurin porque estaba vinculada al mar además, cada saya se dividió a su vez en subdivisiones unu o waranqa, que a su vez también se dividieron en las mitades Anan y Lurin, Los dominios de Yschma de Lati, Surco (Sulco), Guatca, Rimac (Lima) y Maranga (Malanca) se ubicaron en el valle del Rimac, mientras que los dominios de Pachacamac (Yschma), Manchay, Quilcay (Quilcayuna) y Caringa se ubicaron en el valle de Lurin, La ciudad de Pachacamac, anteriormente conocida como Yschma antes de la conquista Inca, fue la capital del reino de Yschma y sede de sus gobernantes. Se han descubierto muchas ruinas de Ishma a lo largo de la costa de Lima, sin embargo, aparte de Pachacamac y algunos otros sitios, no hay consenso sobre si la gran mayoría de los sitios podrían corresponder a cada dominio, ni se conoce su distribución física. Se ha propuesto que el sitio arqueológico de Pampa de Flores podría ser la cabecera del dominio de Manchay y la residencia del aillu de Manchay (una subdivisión de la waranka) 
Sus principales centros fueron: 
- En el valle de Lurín: Pachacámac, principal centro ceremonial. Otros poblados: Maracuyá, Pampa de Flores, Jacinto Grande, Mal Paso, Molle, Manchay Alto, Huaycán, Chontay y Avillay.
- En el valle del Rímac: Armatambo; Maranga (en el sector llamado la ciudadela de tapia, donde destacan las huacas de Tres Palos, Cruz Blanca, San Miguel, La Cruz, La Palma); Mateo Salado; Mangomarca; Fortaleza de Campoy; Huaca Huantille; Huaca San Borja, Huaca Huantinamarca, Huaca Casa Rosada, entre otros.

El antecedente colonial inmediato del departamento de Lima es la antigua Intendencia de Lima, que ocupaba además del actual departamento exceptuando Cajatambo y Oyón, los territorios del departamento de Ica y la costa del actual Áncash. 
El general José de San Martín, el 12 de febrero de 1821, dictó un Reglamento Provisorio, dividiendo todo el territorio libre de la dominación española en cuatro departamentos: el de Trujillo, el de Tarma, el de Huaylas y el de La Costa. Este último comprendía Santa, Chancay y Canta. Luego, según decreto del 4 de agosto de 1821, se creó el Departamento de la Capital que comprendía los partidos del Cercado de la Capital, Yauyos, Cañete, Ica, y el Gobierno de Huarochirí. Posteriormente, un decreto del 4 de noviembre de 1823 agregó al Departamento de la Capital el Departamento de la Costa, creándose así el departamento de Lima
En 1835, el presidente Salaverry escindió la provincia de Santa para crear el departamento de Huaylas.  Dicho acto fue continuado por Andrés de Santa Cruz al año siguiente, y tras la Guerra de la Confederación por Agustín Gamarra, denominándolo como Áncash.  También en 1836 fue creada la provincia litoral del Callao, en adelante separado del departamento limeño.  En 1855, el entonces presidente Ramón Castilla escindió la provincia de Ica y la convirtió en una provincia litoral.  Once años más tarde, Mariano Ignacio Prado la convierte en el actual departamento de Ica.  En 1916, la provincia de Cajatambo, que entonces incluía a la actual provincia de Oyón, fue transferida al departamento de Lima. En 1985 se crea la provincia de Oyón y se separa de la provincia de Cajatambo.

## Geografía
La región de Lima representa cerca del 3% del territorio peruano por su territorio de 35,892.49 km². Está ubicada en la costa central del país. Limita con el Departamento de Áncash por el norte, con el Departamento de Huánuco por el noreste, con el Departamento de Ica por el sur, con los de Junín y Pasco por el este, con el Departamento de Huancavelica por el sureste y con la Provincia Constitucional del Callao por el oeste.
Sus coordenadas son 10°16′18″ de latitud sur y se extiende entre los meridianos 76° 54' 16" y 77°53′2″ de longitud oeste. Alberga 10 provincias y 171 distritos.

### Topografía
Lima ostenta la geografía más andina de la costa, con un desnivel violento entre sus playas y sus más altas cumbres; mientras otros departamentos costeños están formadas por planicies o por una serie de altas mesetas escalonadas. En Lima, los Andes llegan hasta la orilla del mar, donde forman grandes acantilados. Por ejemplo, el cerro de Pasamayo alcanza casi los 1000 m s. n. m., en forma casi vertical sobre el océano Pacífico; los Andes se alzan gigantescos a menos de 20 o 30 km del mar, y sus valles (en forma de planos inclinados triangulares), con la cúspide incrustada en la cadena montañosa andina, apenas se extienden 40 km en muy contados sitios.

#### Valles
En el departamento se ubican o existen unos seis valles los cuales son los siguientes: los valles de Fortaleza, Pativilca y Supe en la provincia de Barranca, el valle de Huaura en la provincia de Huaura, el valle de Chancay en la Provincia de Huaral y en valle de Cañete en la Provincia de Cañete.

#### Zona andina
Lima tiene en su zona andina una gran variedad de minerales. Las minas desde Casapalca a San Mateo —entre otras— contienen plata y cobre, mientras la zona carbonífera de la cuenca central llega hasta Oyón a 100 km de distancia del mar. Entre los minerales no metálicos destacan el calcio y la sal.

### Clima
El clima del departamento de Lima es subtropical, desértico y húmedo; un microclima con temperaturas que fluctúan entre templadas y cálidas.  La temperatura promedio es de 18 °C.  La costa presenta cielos nublados de junio a noviembre, con esporádicas apariciones del sol en esos meses, aunque las zonas y lugares alejados del mar de la región climática llamada yunga, sobre los 500 m s. n. m. y donde se asientan Chosica, Cieneguilla, La Molina y Canto Grande en San Juan de Lurigancho (Límite con la provincia de Lima), tienen tardes soleadas y mayores temperaturas promedio (sobre todo si nos encontramos sobre los 1310 m.s.n.m).  En la costa litoral la masa de nubes se debe a las aguas frías de la Corriente de Humboldt que recorren el océano Pacífico sur, que reduce la temperatura ambiente entre 6 y 9 °C, y por tanto la evaporación del mar es menor.  La garúa o llovizna es la típica lluvia de la región. El grado de humedad tiene un promedio permanente de 80%.  La temperatura promedio anual usual es de 14 °C durante el invierno y de 25,5 °C durante todos los veranos.

### Hidrografía
Entre las alturas andinas de la región deben abrirse paso, en senderos estrechos, los torrentosos ríos serranos para bajar hasta los valles. El río Pativilca con un recorrido de algo más de 120 km, bajan por estrechos cauces y solamente en su desembocadura ofrecen, como en bandejas aluviales, la posibilidad de tierras planas para la agricultura. El río Huaura, uno de los de mayor caudal, nace en los nevados de la provincia de Cajatambo y desemboca en Huacho; cerca de sus nacientes se halla el paso de Oyón y en su valle medio las aguas termomedicinales de Churín. El río Chancay nace en los Andes Occidentales, en el nevado de Raura, al noroeste de la provincia de Canta, en las lagunas de Verdococha, Acoscocha, Lichicocha, localizadas al pie del glaciar Alcoy. La cuenca del río Cañete forma parte de las provincias de Cañete y Yauyos, nace en la laguna Ticllacocha, ubicada al pie de las cordilleras de Ticlla y Pichahuarco, en la divisoria de cuencas con el río Mala.

#### Mar
También llamado «Mar de Grau». El mar de Lima tiene una notable riqueza ictiológica, que es diferente de la de los mares del norte y del sur. Además, el litoral limeño tiene otras condiciones interesantes; los Andes definen profundidades gigantescas, como las fosas submarinas de Chancay.
Cuenta también el mar limeño con apreciable números de islas, islotes y arrecifes, como las islas Chiquitina, Brava, Mazorca, Islote Pelado (entre Huacho y Chancay), Asia, El Frontón, el grupo Tarallones (frente a Lurín), Pachacamac, etc.; la mayoría de las cuales constituyen apreciables depósitos de guano.
Los puertos marítimos, son Supe en la provincia de Barranca, Huacho y Vegueta en la provincia de Huaura y Chancay en la provincia de Huaral.

#### Irrigación
El sistema de riego con el río Cañete fue el más antiguo y uno de los más económicos realizadas en el siglo XX en el Perú; a iniciativa de las entonces Empresas Eléctricas Asociadas e Hidrandina (hoy Edegel). Posteriormente, otros proyectos de gran rendimiento, como los de las provincias del norte como: La Esperanza, Huaura y Chancay. Han completado la gran obra de rectificación de la geografía limeña al vencer el desierto.

## División administrativa

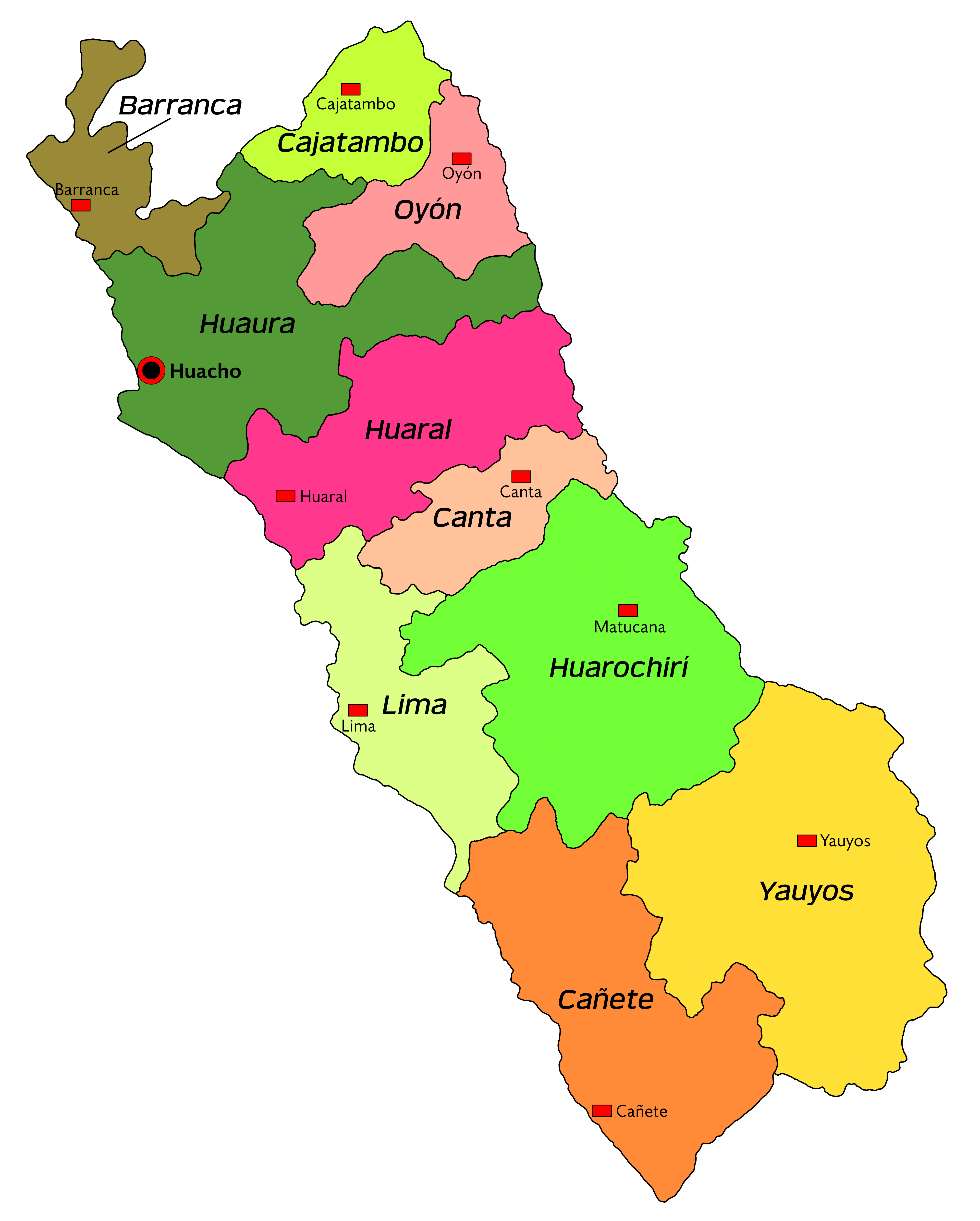

El departamento de Lima se compone de las siguientes provincias:
| Provincias del departamento de Lima | Provincias del departamento de Lima | Provincias del departamento de Lima | Provincias del departamento de Lima | Provincias del departamento de Lima | Provincias del departamento de Lima | Provincias del departamento de Lima |
| Ubigeo                              | Provincias                          | Capitales                           | Distritos                           | Superficies km²                     | Población 2015                      | Altitud m s. n. m.                  |
| ----------------------------------- | ----------------------------------- | ----------------------------------- | ----------------------------------- | ----------------------------------- | ----------------------------------- | ----------------------------------- |
| 1501                                | Lima                                | Lima                                | 43                                  | 2 672.28                            | 10 178 810                          |                                     |
| 1502                                | Barranca                            | Barranca                            | 5                                   | 1 370.48                            | 146 241                             | 51                                  |
| 1503                                | Cajatambo                           | Cajatambo                           | 5                                   | 1 515.21                            | 7 828                               | 3 382                               |
| 1504                                | Canta                               | Canta                               | 7                                   | 1 731.16                            | 15 122                              | 2 833                               |
| 1505                                | Cañete                              | Cañete                              | 16                                  | 4 577.16                            | 233 151                             | 28                                  |
| 1506                                | Huaral                              | Huaral                              | 12                                  | 3 668.27                            | 190 501                             | 186                                 |
| 1507                                | Huarochirí                          | Matucana                            | 32                                  | 5 657.93                            | 81 696                              | 2 380                               |
| 1508                                | Huaura                              | Huacho                              | 12                                  | 4 902.80                            | 229 059                             | 37                                  |
| 1509                                | Oyón                                | Oyón                                | 6                                   | 1 888.87                            | 22 782                              | 3 619                               |
| 1510                                | Yauyos                              | Yauyos                              | 33                                  | 6 899.33                            | 27 459                              | 3000                                |

## Política
El departamento de Lima es jurisdicción del Gobierno Regional de Lima, con excepción de la provincia de Lima que cuenta con un régimen especial, por lo que la Municipalidad Metropolitana de Lima asume las labores de un Gobierno Regional. El conjunto de las nueve provincias que se hallan bajo la jurisdicción del Gobierno Regional, tienen como sede a la ciudad de Huacho.

### Autoridades regionales
- 2019-2022[9]
  - Gobernador Regional: Ricardo Chavarría Oría, de Fuerza Regional.
  - Vicegobernador Regional: Francisco Rubén Ruiz Gonzáles, de Fuerza Regional.
  - Consejeros:

  1. Cajatambo:
    - Abel Narciso Caquipoma Reyes (Patria Joven)
    - Vicente Sabino Rivera Loarte (Alianza para el Progreso)

  2. Canta: Amador Seras Reinoso (Patria Joven)
  3. Cañete:
    - Alcibiades Roy Beltrán Gutiérrez (Alianza para el Progreso)
    - Carlos Alberto Faustino Calderón (Patria Joven)

  4. Huaura:
    - Eugenio Huaranga Cano (Concertación para el Desarrollo Regional - Lima)
    - Víctor Fernando Terrones Mayta (Movimiento Regional Unidad Cívica Lima)

  5. Huarochirí: Hernando Pascual Livia Bartolo (Patria Joven)
  6. Yauyos:
    - Jesús Antonio Quispe Galván (Fuerza Popular)
    - Juan Rosalino Reyes Ysla (Movimiento Regional Unidad Cívica Lima)

  7. Huaral: Jorge Hernán Arrieta Camacho (Fuerza Regional)
  8. Barranca: Teófilo Garay Sánchez (Fuerza Regional)
  9. Oyón: Wilder José Velarde Campos (Alianza para el Progreso)

## Economía
Es el principal centro de la actividad económico-financiera, de servicios y manufacturera del país. En la agricultura destacan sus cultivos de algodón tangüis, sus sembríos de azúcar, frutales y productos de pan llevar. En la ganadería, la crianza de ganado vacuno, ovino y porcino. En avicultura, existen innumerables granjas de aves; en pesca artesanal, se extraen peces y moluscos para inmediato consumo humano. En la región se concentra el 70% de las industrias del país, desde aquellas que procesan aceite y harina de pescado (en Chancay, Supe y Huacho), hasta otras que refinan petróleo (en La Pampilla y Conchán) y zinc (en Cajamarquilla), o que se dedican a la metal-mecánica, la textilería, la manufactura y el procesamiento de alimentos. En cuanto a energía, se cuenta con las centrales hidroeléctricas de Moyopampa, Huampani, Matucana, Huinco, Sheque y Cahua. Además, existe la central térmica de Santa Rosa. Por ser la primera economía del país es la más desarrollada en rubros que otros departamentos no consolidan y es la más propensa a sufrir problemas del exterior por la importancia en el comercio internacional para el Perú, controla el mayor desarrollo y por el momento que pasa el país puede duplicar su tamaño en el 2014.

## Lugares turísticos
La serranía, atravesada por riachuelos y demás afluentes de los ríos que la atraviesan los ríos Rímac y Chillón, encontramos los centros poblados de San Mateo, Matucana, Canta y Santa Rosa de Quives respectivamente, todos ellos muy visitados por los habitantes de la gran ciudad de Lima especialmente por su cercanía y clima soleado durante los nublados y grises inviernos de la capital.
En su amplio litoral, encontramos playas desde Huacho al norte hasta Cañete en el sur. El castillo de Chancay y las ruinas de la preincaica fortaleza de Paramonga (al norte) reciben muchos turistas. La ciudad arqueológica de Bandurria, junto a la cercana de Caral es la más antigua del continente. 
En Lunahuaná (Cañete) se practican deportes de aventura, como el canotaje o el parapente. Es una zona que produce frutales sobre todo uva y tiene una industria vitivinícola y de pisco bastante desarrollada.
El investigador limeño Daniel López Mazzotti describe Antioquía y el camino Inca de Nieve Nieve a Sisicaya, Tupicocha y sus Lagunas, Huancaya y Vilca y sus magníficas cascadas y lagunas, los nevados de Raura en Oyón, Ticlla en Miraflores-Yauyos, Pariacaca en Tanta, Huayhuash (sector Limeño) en Oyón y Cajatambo, las cascadas del valle medio del Rímac (San Jerónimo de Surco y Matucana). En su Libro «A mochila en Perú» también describe las zonas arqueológicas de Canchaje en Lahuaytambo, Cinco Cerros y Nieve-Nieve en Antioquía, Llacsatambo en San Damián, Vichama en Vegueta, Bandurria y Caral en Barranca.*
No hay que olvidar los humedales de la costa limeña, refugio de aves silvestres, como son pantanos de Villa en Chorrillos, Paraíso y Laguna Encantada en Huacho, Medio Mundo y Vegueta en Vegueta, Chilca y Puerto Viejo, entre otros. Asimismo, la meseta de Marcahuasi, bosque de piedras con zonas arqueológicas y considerado un centro místico.